# Міжнародна бібліотека (книжкова серія)
«Міжнародна бібліотека» — серія книжкових видань, яку Іван Франко випускав у Львові впродовж 1912–1914 років власним коштом. Усього вийшло 14 випусків цієї серії. Метою видання було ознайомлення українських читачів із найкращими надбаннями української та світової літератури, а також утвердження принципів реалізму в літературі. Серія охопила широкий спектр жанрів і тематики — від поезії й художньої прози до публіцистики, літературознавчих досліджень, перекладів класичних творів і публікації історико-культурних джерел. «Міжнародна бібліотека» стала визначним видавничим проєктом кінця ХІХ — початку ХХ століття, що відіграв важливу роль у розвитку української культури та літератури.
Іван Франко виступав одноосібним ініціатором, фінансистом і керівником серії «Міжнародна бібліотека». Видання здійснювалося власним накладом Франка, без підтримки інституцій чи меценатів. Фактично Франко взяв на себе всі редакторські та організаційні функції: визначав програму серії, відбирав твори для публікації, готував тексти до друку, писав передмови й післямови, здійснював переклади і науковий коментар. У більшості випусків він був безпосереднім автором чи перекладачем основного матеріалу.
Варто зазначити, що робота над «Міжнародною бібліотекою» припала на останні роки життя Франка, коли він потерпав від важкої хвороби і фізичних страждань. Незважаючи на це, він підтримував високу інтенсивність праці: упродовж півтора року підготував і випустив майже сім сотень сторінок оригінальних текстів, перекладів та досліджень. 

## Історія створення та мета серії
Виникнення серії «Міжнародна бібліотека» було зумовлене літературно-видавничими обставинами, в яких опинився Іван Франко на початку 1910-х років. Письменник і публіцист, відсторонений 1908 року від редакторства часопису «Літературно-науковий вістник» і позбавлений можливості регулярно друкувати там свої праці, шукав нових шляхів для публікації власного доробку. Спершу він співпрацював із Онуфрієм Пашуком, який 1910 року започаткував серійну книжкову програму «Універсальна бібліотека». Проте Франко не поділяв підходів Пашука до формування програми та якості видань: зокрема, критично оцінював вибір і переклад творів (наприклад, вказував на невдалий переклад поеми Лермонтова, виданий у тій серії). Внаслідок розбіжностей у поглядах та фінансових непорозумінь Франко припинив співпрацю з Пашуком і вирішив заснувати власну видавничу серію
Франко оголосив про започаткування нового проекту у спеціальному «Проспекті видавництва “Міжнародна бібліотека”» (додавався до першої книжки серії).  Він пояснив, що видає серію на власні кошти, відповідно до своїх можливостей, не організовуючи передплати і не беручи на себе надмірних зобов’язань щодо періодичності. Назва «Міжнародна бібліотека» відображала задум познайомити українського читача не лише з рідною, а й із зарубіжною класикою, вписати українську літературу в ширший світовий контекст. Головна мета проєкту полягала в піднесенні інтелектуального рівня української публіки, популяризації здобутків світової культури українською мовою та утвердженні реалістичного напрямку в літературі. Як згадував сам Франко, він прагнув видати «добру книжку», доступну широкому загалу — аж до сільського читача, — щоби вона стала підґрунтям духовного розвитку народу.
Першим випуском нової серії стала збірка поезій Олександра Афанасьєва-Чужбинського «Українські поезії» (1912) з передмовою та упорядкуванням від Івана Франка. Цей вибір був невипадковим: Франко високо цінував творчість Афанасьєва-Чужбинського і раніше планував видати цю збірку в «Літературно-науковій бібліотеці» Наукового товариства ім. Шевченка. Однак видавнича спілка відмовилася друкувати книжку поезій (вважаючи такий жанр некомерційним), тож Франко вирішив видати її власним накладом. Таким чином, у червні 1912 року стартувала «Міжнародна бібліотека», що надала притулок творам, для яких не знаходилося місця у тогочасних офіційних видавництвах.

## Тематичне спрямування та жанрове різноманіття
Видання «Міжнародної бібліотеки» відзначалися великою тематичною і жанровою розмаїтістю. Сучасні дослідники умовно поділяють 14 випусків серії на п’ять тематичних груп, що відображають різні напрями її змісту:
- Українська художня література: Першу групу становили твори української літератури, зокрема поезія. До неї входить випуск №1 — збірка «Українські поезії» О. Афанасьєва-Чужбинського, упорядкована Іваном Франком. У передмові до цієї книги Франко висвітлив постать Афанасьєва-Чужбинського та його внесок у українську культуру, а також пояснив власну ініціативу видання подібних творів для українського читача.
- Літературознавство і критика: Другу групу утворюють літературно-критичні студії самого Франка. Це випуск №2 – «Каменярі. Український текст і польський переклад. Дещо про штуку перекладання» та випуск №14 – «Темне царство. Студія з приводу Шевченкових поем “Сон” і “Кавказ”». У першій з цих праць Франко дослідив особливості перекладу свого знаменитого вірша «Каменярі» на польську мову, розмірковуючи про теорію і практику художнього перекладу (фактично створивши своєрідний посібник з контрастивної лінгвістики). Друга праця – глибокий аналіз поетики Тараса Шевченка, написаний ще 1881 року, в якому Франко інтерпретує сатиричні поеми «Сон» і «Кавказ», захищаючи реалізм та викриваючи алегоричні образи «темного царства» самодержавства.
- Оригінальна проза Франка: До третьої групи належать художні твори Франка самого, включені до серії. Це передусім випуск №7 — «Рутенці. Типи галицьких русинів із 60-тих та 70-тих рр. XIX в.». Під назвою «Рутенці» опубліковано цикл автобіографічно-художніх нарисів Франка, в яких він змалював типові образи галицької молоді та інтелігенції 1860–1870-х років. У передмові до цієї книги (написаній 17 грудня 1912 р.) автор згадує свої гімназійні роки у Дрогобичі, товаришів і вчителів, спростовуючи деякі міфи про власну юність.
- Переклади світової класики з коментарями: Четверта група випусків — це антологія визначних пам’яток зарубіжної літератури, перекладених і науково прокоментованих Іваном Франком. Сюди входять: випуск №4 — «Пісня Дебори» (найдавніший зразок староєврейської біблійної поезії, перекладений з доданням пояснень); випуск №5 — «Дантова друга любов» (оповідь про юнацьке кохання Данте Аліґ’єрі, що містить переклади дев’яти віршів з його ранньої спадщини); випуск №9 — «Найстарші пам’ятки німецької поезії IX–XI ст.» (переклади та ґрунтовні коментарі до середньовічних германських поетичних текстів, зокрема «Вессобруннської молитви», «Пісні про Гільдебранда» і фрагменту «Муспіллі»); випуск №11 — «Алькай і Сапфо» (переклади творів давньогрецьких ліриків Алкея і Сапфо із широким історико-літературним оглядом); випуск №13 — «Джон Мільтон. Самсон-борець» (розвідка про життя і творчість англійського поета Джона Мільтона та переклад його драматичної поеми «Samson Agonistes», супроводжений докладними примітками).
- Публікація історичних джерел: П’яту, завершальну групу становлять випуски, присвячені публікації та аналізу важливих джерел з історії української культури. Зокрема, випуск №3 — «Притча про сліпця і хромця» містив літературну обробку староукраїнського релігійно-алегоричного оповідання XII століття про душу і тіло людини, доповнену науковою розвідкою Франка про цю пам’ятку та про літературні взаємини давньої Русі. Випуск №6 — «Шість записів князя Іллі Константиновича Острозького з 1535–1540 рр.» подавав унікальні документи XVI ст. (ділові записи князя Острозького) з детальним аналізом їх мовних та історичних особливостей. Випуск №8 — «Молитва за ворогів» включав богословсько-етнографічну студію Франка на основі давнього церковного тексту (опубліковану ним раніше в «Записках Наукового товариства ім. Шевченка») і доповнену автором для окремого видання власними перекладами уривків з давніх проповідей та притч. Випуск №10 — «П’яницьке чудо в Корсуні» присвячений аналізу староруської легенди про чудо, що сталося у місті Корсуні; Франко подав оригінальний текст легенди (раніше друкований у «Записках НТШ») разом зі своїм трактуванням і додав авторську «Притчу про двох рабів» на суміжну тематику. Нарешті, випуск №12 — «Котра віра ліпша? Інтермедія Жида з Русином» містив п’єсу-интермедію XVIII ст., що її Франко віднайшов як цінний пам’ятник давнього українського театру. У вступі він опублікував перелік усіх відомих на той час українських інтермедій (31 позиція) і оголосив намір видати їх повну збірку у наступних томах серії.

## Хронологія та обсяги видань
Серія виходила протягом відносно короткого періоду — з середини 1912 до початку 1914 року. За цей час побачило світ 14 книжечок (випусків) «Міжнародної бібліотеки». Вихід видань відбувався досить регулярно: за приблизно 18 місяців опубліковано 14 назв, тобто в середньому кожні півтора місяця з’являвся новий випуск. Зокрема, протягом 1912 року Франко видав 5 книжок серії, в 1913 році — 8 випусків, а в 1914 році — 1 випуск (останній). Перший номер (збірка поезій Афанасьєва-Чужбинського) вийшов друком улітку 1912 року, після підготовки анонсованої в травневому проспекті. Останнім, 14-м випуском, стала літературознавча студія Франка «Темне царство» (дослідження поем Тараса Шевченка «Сон» і «Кавказ»), датована лютим 1914 року і приурочена до 100-річчя від дня народження Шевченка. 
Подальшим планам щодо продовження серії завадила Перша світова війна та різке погіршення стану здоров’я Франка. Письменник планував видати 15-й випуск «Міжнародної бібліотеки» — зокрема, підготував для нього власний переклад німецькою мовою уривка твору, приписуваного А. Міцкевичу («Wielka utrata» — «Велика втрата»), про що свідчать збережені в архіві чернетка передмови та макет обкладинки. Проте у 1914 році реалізація цього задуму стала неможливою: початок війни і особисті обставини змусили призупинити проєкт. Таким чином, серія завершилася на 14-му номері, що співпало у часі із згортанням активної діяльності самого Івана Франка напередодні його смерті (1916). Паралельно Франко наприкінці 1913 року долучився до іншого видавничого проєкту — серії «Всесвітня бібліотека» під керівництвом Івана Калиновича, де вже не ніс фінансового тягаря самотужки

## Видавничі особливості
Книжки серії «Міжнародна бібліотека» мали свої технічні та видавничі характеристики, що вирізняли їх на тлі інших видань того часу. Формат випусків був невеликий (приблизно 15×11,5 см, 16º) — фактично кишенькові книжечки, зручні для широкого розповсюдження. Загальний обсяг усіх 14 випусків склав близько 696 сторінок друку.  Кожне видання мало власну м’яку обкладинку із зазначенням належності до серії; збереглися, зокрема, оригінальні обкладинки перших випусків, оформлені стримано і лаконічно (зразок стилю початку ХХ ст.).
Тираж кожного випуску становив орієнтовно 1000 примірників, що для тогочасної Галичини було відносно невеликим, але достатнім для поширення серед зацікавленої авдиторії (насамперед інтелігенції та студентства). Друк серії здійснювався у львівських друкарнях: зокрема, частину тиражів випускали в «Загальній друкарні» (Львів), а також у приватній друкарні Якова Оренштайна (Айхельберґера) та в друкарні Наукового товариства ім. Шевченка. Залучення різних типографій було пов’язане як з прагненням здешевити виробництво, так і з технічними можливостями друку окремих видань (наприклад, наявність шрифтів для іншомовних текстів тощо).
Мовою видань була українська. Усі твори, в тому числі перекладні, публікувалися українською мовою, часто з паралельним поданням фрагментів оригіналу або перекладу іншою мовою для порівняння. Так, у випуску «Каменярі» Франко навів поруч український текст свого вірша і його польський переклад, щоби проілюструвати розбіжності та труднощі перекладання. В інших випадках (наприклад, при публікації інтермедії або давньоукраїнського тексту) оригінал міг подаватися старослов’янською чи латинською мовою, але з детальним поясненням українською. Отже, серія слугувала також справі розвитку й збагачення української літературної мови, пропонуючи нові терміни, стилістичні звороти для передачі іншомовного матеріалу. 
Фінансування всіх видань здійснювалося винятково Іваном Франком. Як зазначено вище, він не організовував передплати і не мав сторонніх спонсорів. Витрати покривалися за рахунок гонорарів від іншої діяльності та особистих заощаджень письменника. Франко свідомо обмежував наклад і формат книжок, щоб мінімізувати витрати і зробити ціну видань доступною. Розповсюдженням друкованих примірників опікувалася львівська книгарня Наукового товариства ім. Шевченка (на пл. Ринок, 10), куди Франко передавав наклади на реалізацію. Через цю мережу та приватних книгорозповсюджувачів («кольпортерів») книжки доходили до читачів у Львові та провінції. Відсутність формальної передплати означала, що вихід кожного випуску був певною мірою несподіванкою для публіки, але водночас дозволяв Франкові гнучко планувати тематику і час публікації залежно від готовності матеріалів і наявних коштів. 